# Lohardaga
Lohardaga és una ciutat i municipi de l'Índia a l'estat de Jharkhand, capital del districte de Lohardaga. Està situada a 23° 26′ N, 84° 41′ E / 23.43°N,84.68°E. Segons el cens del 2001 la població era de 46.204 habitants. La població el 1881 era de 3.461 habitants i el 1901 de 6.123.

## Història
Fou capital de l'Agència de la Frontera del Sud-oest i després co-capital del districte de Lohardaga del 1854 al 1899; el 1888 es va fundar la municipalitat; va recuperar la condició de capital del districte quan aquest fou refundat el 1983 (del 1972 al 1983 fou capital de subsivisió del districte de Ranchi)